# Franz Riegel
Franz Riegel, född 9 februari 1843 i Brückenau, död 26 augusti 1904 i Giessen, var en tysk läkare.
Riegel blev 1867 medicine doktor, 1874 direktor för invärtes avdelningen av Bürgerhospital i Köln samt 1879 professor i medicinsk klinik i Giessen. Han var en mycket framstående kliniker och utgav, jämte en mängd uppsatser i tidskrifter, monografier över trakeas och bronkernas, perikardiets samt magsäckens sjukdomar och behandlade i Ernst von Leydens Handbuch der Ernährungstherapie und Diätetik digestionskanalens sjukdomar.